# San Ramón, Villa de Cos
San Ramón är en ort i Mexiko.   Den ligger i kommunen Villa de Cos och delstaten Zacatecas, i den centrala delen av landet, 500 km nordväst om huvudstaden Mexico City. San Ramón ligger 1 996 meter över havet och antalet invånare är 533.
Terrängen runt San Ramón är en högslätt. Runt San Ramón är det mycket glesbefolkat, med 5 invånare per kvadratkilometer. Närmaste större samhälle är Gonzales Ortega, 5,8 km nordväst om San Ramón. Omgivningarna runt San Ramón är i huvudsak ett öppet busklandskap.